# 喀斯喀特 (愛達荷州)
喀斯喀特（英語：Cascade）是一個位於美國愛達荷州瓦利縣的城市。根據2010年美國人口普查，該地人口為939人，而該地的面積約為12.15平方千米。同時該地也是瓦利縣的縣治。

## 地理
喀斯喀特的座標為44°30′56″N 116°02′37″W / 44.51556°N 116.04361°W，而該地的平均海拔高度為1450米（即4760英尺）。